# Gela Babluani
Gela Babluani, (en géorgien : გელა ბაბლუანი et phonétiquement en français : Guela Bablouani) né en 1979 à Tbilissi (Géorgie, à l'époque en URSS), est un réalisateur et scénariste géorgien installé en France depuis 1996.

## Biographie
Il réside en France depuis l'âge de 17 ans.
Son premier long métrage, 13 Tzameti a été récompensé lors du palmarès de la Mostra de Venise 2005, où il reçut le Lion du Futur, prix de la meilleure première œuvre et le prix Luigi De Laurentiis.
Il a également remporté le grand prix du jury du meilleur film de fiction étranger au 22e Festival du film de Sundance 2006.
L'Héritage, son second long métrage — dont le sujet est le regard de touristes français sur une sorte de vendetta traditionnelle en Géorgie — a remporté le 28 janvier 2007 le Prix spécial du Jury au Festival du film de Sundance 2007.
En 2010, il sort le remake américain de son propre film 13 Tzameti, 13, avec Alexander Skarsgård, Jason Statham et Mickey Rourke.

## Filmographie
- 2002 : À fleur de peau, court métrage
- 2005 : 13 Tzameti, long métrage
- 2006 : L'Héritage (appelé précédemment[Quand ?] L'Âme perdue des sommets), long métrage coréalisé avec son père Temur Babluani
- 2010 : 13
- 2017 : Money